# Bni Gmil
Bni Gmil  (in arabo بني جميل‎?) è un centro abitato e comune rurale del Marocco situato nella provincia di Al-Hoseyma, regione di Tangeri-Tetouan-Al Hoceima. Conta una popolazione di 9 513 abitanti (censimento 2014).